# Кудукагаш
Кудукага́ш (каз. Құдықағаш) — село у складі району Біржан-сала Акмолинської області Казахстану. Входить до складу Зауральського сільського округу.
Населення — 280 осіб (2021; 378 у 2009, 485 у 1999, 512 у 1989).
Національний склад станом на 1989 рік:
- казахи — 100 %.